# Koko Archibong
Koko Archibong (10 de maio de 1981) é um basquetebolista profissional nigeriano-estadunidense.

## Carreira
Koko Archibong integrou a Seleção Nigeriana de Basquetebol, em Londres 2012, que terminou na décima colocação.